# Olga Danilovićová
Olga Danilovićová (cyrilice: Олга Даниловић, Danilović, * 23. ledna 2001 Bělehrad) je srbská profesionální tenistka hrající levou rukou a vítězka tří grandslamových juniorek ve čtyřhře. Ve své dosavadní kariéře na okruhu WTA Tour vyhrála dva turnaje ve dvouhře a dva ve čtyřhře. Dvě singlové a jednu deblovou trofej vybojovala v sérii WTA 125. V rámci okruhu ITF získala sedm titulů ve dvouhře a jeden ve čtyřhře.
Na žebříčku WTA byla ve dvouhře nejvýše klasifikována v květnu 2025 na 33. místě a ve čtyřhře v dubnu 2023 na 104. místě. Trénuje ji Španěl Alejandro García Cenzano. Dříve tuto roli plnil Španěl Àlex Corretja, jenž byl jejím mentorem od sezóny 2016. V letech 2017–2018 ji vedl Juan Lizariturry. a poté Slovinec Robert Cokan.
V srbském týmu Billie Jean King Cupu debutovala v roce 2018 základním blokem 1. skupiny zóny Evropy a Afriky proti Bulharsku, v němž vyhrála dvouhru nad Šinikovovou a v páru s Radanovićovou prohrály čtyřhru. Srbky zvítězily 2:1 na zápasy. Do listopadu 2024 v soutěži nastoupila ke čtrnácti mezistátním utkáním s bilancí 7–3 ve dvouhře a 5–5 ve čtyřhře.

## Tenisová kariéra
V juniorské kategorii grandslamu vyhrála tři deblové soutěže. Nejdříve jako 16letá triumfovala na French Open 2016 se Španělkou Paulou Arias Manjónovou, poté ovládla se Slovinkou Kajou Juvanovou Wimbledon 2017 a konečně po boku Ukrajinky Marty Kosťjukové si odvezla titul z US Open 2017.

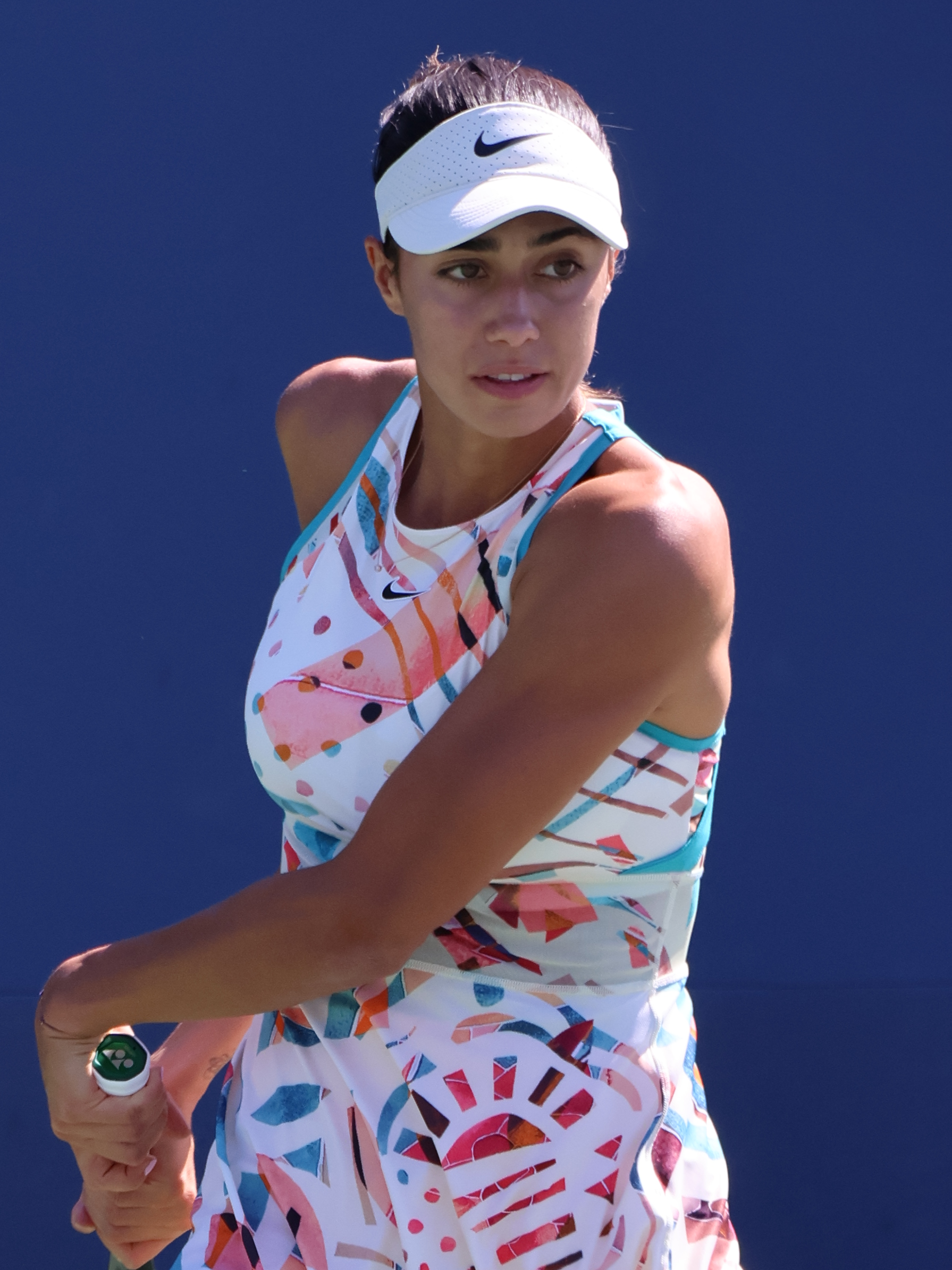
Bekhend v kvalifikaci US Open 2023

V rámci hlavních soutěží událostí okruhu ITF debutovala v červnu 2015, když na turnaj v srbském Prokuplje s dotací 10 tisíc dolarů obdržela divokou kartu. V úvodním kole podlehla Australance Alexandře Nancarrowové. Premiérový singlový titul v této úrovni tenisu vybojovala při své druhé účasti na túře ITF v listopadu 2015, kdy zavítala na antalyjský turnaj s rozpočtem deset tisíc dolarů. Ve finále dvouhry přehrála Slovenku Vivien Juhászovou. Z Turecka si odvezla „double“ po triumfu ve čtyřhře s Berfou Cengizovou.
Na okruhu WTA Tour, vyjma Fed Cupu, debutovala na květnovém Mutua Madrid Open 2018. Na úvod kvalifikace vyřadila jedenáctou nasazenou Ukrajinku Katerynu Bondarenkovou. Následně však podlehla druhé nasazené Bělorusce Aryně Sabalenkové a do dvouhry neprošla. Hlavní soutěž si poprvé zahrála v sedmnácti letech na červencovém Moscow River Cupu 2018, probíhajícím na antuce. Původně byla vyřazena již v kvalifikačním turnaji od Španělky Pauly Badosové. Po odstoupení Martićové však postoupila do dvouhry jako šťastná poražená. Na její raketě pak postupně dohrály Slovenka Anna Karolína Schmiedlová, turnajová osmička Kaia Kanepiová z Estonska, nejvýše nasazená světová desítka Julia Görgesová a v semifinále běloruská turnajová pětka Aljaksandra Sasnovičová. V boji o titul pak zdolala Rusku téhož věku Anastasiji Potapovovou po třísetovém průběhu. Na okruhu WTA Tour si připsala debutovou trofej jako první šampionka narozená v roce 2000 a později. Stala se také druhou šťastně poraženou vítězkou turnaje WTA, když navázala na Andreu Jaegerovou z lednového Las Vegas 1980. V následném vydání žebříčku se posunula ze 187. na 112. místo.
Druhý singlový titul na túře WTA si odvezla z říjnového Guangzhou Open 2024 v Kantonu. Z pozice osmdesáté šesté hráčky žebříčku ve finále přehrála kvalifikantku Caroline Dolehideovou, která na ni uhrála jen čtyři gamy. Američanku z počátku druhé stovky porazila i potřetí v kariéře. Bodový zisk ji po skončení poprvé posunul do Top 60, když 28. října 2024 figurovala na 52. místě klasifikace.

## Soukromý život
Narodila se roku 2001 v srbské metropoli Bělehradu do rodiny čtyřnásobného mistra Evropy a stříbrného olympionika v basketbalu Predraga Daniloviće a sportovní novinářky Svetlany, rozené Radivoševićové, působící v Radio-televiziji Srbije. Má mladší sestru Sonju a bratra Vuka.

## Finále na okruhu WTA Tour
| Legenda                                      |
| -------------------------------------------- |
| D – dvouhra; Č – čtyřhra                     |
| Grand Slam (0)                               |
| Turnaj mistryň (0)                           |
| Premier Mandatory & Premier 5 / WTA 1000 (0) |
| Premier / WTA 500 (0)                        |
| International / WTA 250 (2–2 D; 2–2 Č)       |

### Dvouhra: 4 (2–2)
| Stav       | č. | datum             | turnaj              | kategorie     | povrch     | soupeřka ve finále    | výsledek           |
| ---------- | -- | ----------------- | ------------------- | ------------- | ---------- | --------------------- | ------------------ |
| Vítězka    | 1. | 29. července 2018 | Moskva, Rusko       | International | antuka     | Anastasija Potapovová | 7–5, 6–7(1–7), 6–4 |
| Finalistka | 1. | 17. července 2022 | Lausanne, Švýcarsko | WTA 250       | antuka     | Petra Martićová       | 4–6, 2–6           |
| Vítězka    | 2. | 27. října 2024    | Kanton, Čína        | WTA 250       | tvrdý      | Caroline Dolehideová  | 6–3, 6–1           |
| Finalistka | 2. | 20. dubna 2025    | Rouen, Francie      | WTA 250       | antuka (h) | Elina Svitolinová     | 4–6, 6–7(8–10)     |

### Čtyřhra: 4 (2–2)
| Stav       | č. | datum             | turnaj              | kategorie     | povrch    | spoluhráčka            | soupeřky ve finále                          | výsledek         |
| ---------- | -- | ----------------- | ------------------- | ------------- | --------- | ---------------------- | ------------------------------------------- | ---------------- |
| Vítězka    | 1. | 23. května 2018   | Taškent, Uzbekistán | International | tvrdý     | Tamara Zidanšeková     | Irina-Camelia Beguová Ioana Raluca Olaruová | 7–5, 6–3         |
| Finalistka | 1. | 7. března 2021    | Lyon, Francie       | WTA 250       | tvrdý (h) | Eugenie Bouchardová    | Viktória Kužmová Arantxa Rusová             | 6–3, 7–5, [7–10] |
| Vítězka    | 2. | 16. července 2022 | Lausanne, Švýcarsko | WTA 250       | antuka    | Kristina Mladenovicová | Ulrikke Eikeriová Tamara Zidanšeková        | bez boje         |
| Finalistka | 1. | 5. února 2023     | Lyon, Francie       | WTA 250       | tvrdý (h) | Alexandra Panovová     | Cristina Bucșová Bibiane Schoofsová         | 6–7(3–7), 3–6    |

## Finále série WTA 125
| Legenda                  |
| ------------------------ |
| D – dvouhra; Č – čtyřhra |
| WTA 125 (2–0 D; 1–1 Č)   |

### Dvouhra: 2 (2–0)
| Stav    | č. | datum         | turnaj           | povrch | soupeřka ve finále            | výsledek           |
| ------- | -- | ------------- | ---------------- | ------ | ----------------------------- | ------------------ |
| Vítězka | 1. | červenec 2023 | Båstad, Švédsko  | antuka | Emma Navarrová                | 7–6(7–4), 3–6, 6–3 |
| Vítězka | 2. | březen 2025   | Antalya, Turecko | antuka | Victoria Jiménez Kasintsevová | 6–2, 6–3           |

### Čtyřhra: 2 (1–1)
| Stav       | č. | datum       | turnaj               | povrch | spoluhráčka              | soupeřky ve finále                | výsledek         |
| ---------- | -- | ----------- | -------------------- | ------ | ------------------------ | --------------------------------- | ---------------- |
| Finalistka | 1. | červen 2022 | Makarska, Chorvatsko | antuka | Aleksandra Krunićová     | Dalila Jakupovićová Tena Lukasová | 7–5, 2–6, [5–10] |
| Vítězka    | 1. | září 2022   | Bari, Itálie         | antuka | Elisabetta Cocciarettová | Andrea Gámizová Eva Vedderová     | 6–2, 6–3         |

## Tituly na okruhu ITF
| Legenda         | Legenda         |
| --------------- | --------------- |
| Turnaje W100    | Turnaje W80     |
| Turnaje W75/W60 | Turnaje W50     |
| Turnaje W35/W25 | Turnaje W15/W10 |

### Dvouhra (7 titulů)
| č. | datum         | turnaj                           | kategorie | povrch | soupeřka ve finále       | výsledek      |
| -- | ------------- | -------------------------------- | --------- | ------ | ------------------------ | ------------- |
| 1. | listopad 2016 | Antalya, Turecko                 | W10       | antuka | Vivien Juhászová         | 6–2, 6–3      |
| 2. | březen 2017   | Antalya, Turecko                 | W15       | antuka | Julia Grabherová         | 6–3, 6–2      |
| 3. | březen 2018   | Pula, Itálie                     | W25       | antuka | Federica di Sarraová     | 6–4, 6–3      |
| 4. | červenec 2018 | Versmold, Německo                | W60       | antuka | Laura Siegemundová       | 5–7, 6–1, 6–3 |
| 5. | září 2019     | Montreux, Švýcarsko              | W60       | antuka | Julia Grabherová         | 6–2, 6–3      |
| 6. | květen 2023   | Madrid, Španělsko                | W100      | antuka | Sara Sorribesová Tormová | 6–2, 6–3      |
| 7. | říjen 2024    | Cornellà de Llobregat, Španělsko | W100      | tvrdý  | Arantxa Rusová           | 6–2, 6–0      |

### Čtyřhra (1 titul)
| č. | datum         | turnaj           | kategorie | povrch | spoluhráčka     | soupeřky ve finále                      | výsledek |
| -- | ------------- | ---------------- | --------- | ------ | --------------- | --------------------------------------- | -------- |
| 1. | listopad 2016 | Antalya, Turecko | W10       | antuka | Berfu Cengizová | Tayisiya Mordergerová Yana Mordergerová | 6–4, 6–4 |

## Finále na juniorském Grand Slamu

### Čtyřhra juniorek: 3 (3–0)
| Stav    | rok  | turnaj      | povrch | spoluhráčka           | soupeřky ve finále                       | výsledek         |
| ------- | ---- | ----------- | ------ | --------------------- | ---------------------------------------- | ---------------- |
| Vítězka | 2016 | French Open | antuka | Paula Arias Manjónová | Olesja Pervušinová Anastasija Potapovová | 3–6, 6–3, [10–8] |
| Vítězka | 2017 | Wimbledon   | tráva  | Kaja Juvanová         | Caty McNallyová Whitney Osuigweová       | 6–4, 6–3         |
| Vítězka | 2017 | US Open     | tvrdý  | Marta Kosťuková       | Lea Boškovićová Wang Si-jü               | 6–1, 7–5         |